# Ruspolia hypocrateriformis
Ruspolia hypocrateriformis är en akantusväxtart som först beskrevs av Vahl, och fick sitt nu gällande namn av Milne-redhead. Ruspolia hypocrateriformis ingår i släktet Ruspolia och familjen akantusväxter. Inga underarter finns listade i Catalogue of Life.